# Sankt Wolfgang (Bawaria)
Sankt Wolfgang, St. Wolfgang – miejscowość i gmina w Niemczech, w kraju związkowym Bawaria, w rejencji Górna Bawaria, w regionie Monachium, w powiecie Erding. Leży około 20 km na południowy wschód od Erdinga, przy drodze B15.

## Dzielnice
W skład gminy wchodzą następujące dzielnice: 
- Sankt Wolfgang
- Armstorf
- Gatterberg
- Großschwindau
- Jeßling
- Lappach
- Pyramoos
- Schönbrunn

## Demografia
Dane o ludności z 31 grudnia 2008:
| Opis                                | Ogółem | Ogółem | Kobiety | Kobiety | Mężczyźni | Mężczyźni |
| ----------------------------------- | ------ | ------ | ------- | ------- | --------- | --------- |
| Jednostka                           | osób   | %      | osób    | %       | osób      | %         |
| Populacja                           | 4278   | 100    | 2126    | 49,7    | 2152      | 50,3      |
| Wiek przedprodukcyjny (0–17 lat)    | 928    | 21,69  | 455     | 10,64   | 473       | 11,06     |
| Wiek produkcyjny (18–65 lat)        | 2636   | 61,62  | 1272    | 29,73   | 1364      | 31,88     |
| Wiek poprodukcyjny (powyżej 65 lat) | 714    | 16,69  | 399     | 9,33    | 315       | 7,36      |

## Polityka
Wójtem gminy jest Jakob Schwimmer z CSU, rada gminy składa się z 16 osób.
|      | CSU | PFB/SPD | FWG | WGG/FWGS | WGA | Razem |
| 2008 | 7   | 1       | 3   | 2        | 3   | 16    |
| 2002 | 7   | 1       | 4   | 2        | 2   | 16    |